# Riku Riski
Riku Riski (Turku, 16 de agosto de 1989) é um futebolista finlandês.
Atuou no TPS Turku, estando atualmente no Widzew Łódź.